# Myckeln
Myckeln är numera den del av Österdalälven som är Väsadammens vattenmagasin.
Myckeln ligger i Älvdalens kommun och är omgivan av byarna Västermyckeläng, Östäng, Väsa, Gåsvarv och Mjågen.